# José Silva Sánchez, Soto la Marina
José Silva Sánchez är en ort i Mexiko.   Den ligger i kommunen Soto la Marina och delstaten Tamaulipas, i den centrala delen av landet, 500 km norr om huvudstaden Mexico City. José Silva Sánchez ligger 42 meter över havet och antalet invånare är 127.
Terrängen runt José Silva Sánchez är platt. Runt José Silva Sánchez är det mycket glesbefolkat, med 3 invånare per kvadratkilometer. Närmaste större samhälle är Soto la Marina, 14,9 km norr om José Silva Sánchez. Omgivningarna runt José Silva Sánchez är en mosaik av jordbruksmark och naturlig växtlighet.